# Clair-obscur (album de Françoise Hardy)
Pour les articles homonymes, voir Clair-obscur (homonymie).
Albums de Françoise Hardy
Le Danger
(1996) Tant de belles choses
(2004)
Clair-obscur, est le vingt-troisième album, édité en France et à l'étranger, de la chanteuse Françoise Hardy. L’édition originale est parue en France, le 2 mai 2000.

## Mise en perspective de l'album
Cet album est constitué de créations et de reprises en français ou en anglais, en solo ou en duo.
Le titre, Puisque vous partez en voyage, chanté avec Jacques Dutronc et soutenu par un clip réalisé par Jean-Marie Périer, en a été le principal succès.
Par rapport à la version originale de 1935, chantée par Mireille et Jean Sablon, les rôles ont été inversés et le vocabulaire désuet des parties parlées mis au « goût du jour » par Françoise Hardy et Jacques Dutronc.
Clair-obscur fut certifié disque d'or, par le Syndicat national de l'édition phonographique (SNEP), le 28 juin 2000.
Le titre Un homme est mort est la version française de la chanson Otro Muerto (es) du groupe espagnol Mecano (chanson que Françoise Hardy avait déjà adapté une première fois en français pour le groupe en 1998, mais avec des paroles différentes, sous le titre Encore un mort).
Pour cet album, la chanteuse fut nommée aux Victoires de la musique 2001. Auparavant, le 7 décembre 2000, elle reçut le Grand Prix de la chanson française — réservé à un créateur interprète — aux 20e Grands Prix Sacem.

## Édition originale de l’album
France, 2 mai 2000 : Disque compact (jewel case), Clair-obscur, Virgin France S.A. (7243 8 492032 6).

### Crédits
- Livret : 12 pages.
  - Photographies réalisées par Jean-Marie Périer.

### Liste des chansons
| No  | Titre                                                                                    | Paroles                    | Musique                                      | Réalisation                   | Durée |
| --- | ---------------------------------------------------------------------------------------- | -------------------------- | -------------------------------------------- | ----------------------------- | ----- |
| 1.  | Puisque vous partez en voyage (Duo avec Jacques Dutronc)                                 | Jean Nohain                | Mireille                                     | Jean-Pierre Sabard            | 3:45  |
| 2.  | Tous mes souvenirs me tuent (Titre original : Tears)                                     | Françoise Hardy            | Django Reinhardt et Stéphane Grappelli, 1937 | Babik Reinhardt               | 3:51  |
| 3.  | Celui que tu veux (Duo avec Ol)                                                          | Olivier Ngog               | Olivier Ngog – Yonis Balmayer                | Alain Lubrano                 | 3:39  |
| 4.  | Clair-obscur                                                                             | Françoise Hardy            | Khalil Chahine                               | Khalil Chahine                | 4:17  |
| 5.  | Un homme est mort (Titre original : Otro muerto, Adaptation française : Françoise Hardy) | José María Cano            | José María Cano                              | Jean-Pierre Sabar             | 3:15  |
| 6.  | Duck's Blues                                                                             | Françoise Hardy            | Alain Lubrano                                | Alain Lubrano                 | 4:23  |
| 7.  | I'll Be Seeing You (en) (Duo avec Iggy Pop)                                              | Irving Kahal et Sammy Fain | Sammy Fain                                   | Rodolphe Burger               | 4:05  |
| 8.  | Tu ressembles à tous ceux qui ont eu du chagrin                                          | Françoise Hardy            | Françoise Hardy                              | Rodolphe Burger               | 2:00  |
| 9.  | La Pleine lune                                                                           | Françoise Hardy            | Alain Lubrano                                | Alain Lubrano                 | 3:28  |
| 10. | So Sad (Duo Avec Étienne Daho)                                                           | Don Everly                 | Don Everly                                   | Étienne Daho et Les Valentins | 3:33  |
| 11. | La Saison des pluies                                                                     | Françoise Hardy            | Christophe Rose                              | Dominique Blanc-Francard      | 3:35  |
| 12. | Contre vents et marées                                                                   | Françoise Hardy            | Eric Clapton, 1998                           | Michel Bernholc               | 3:23  |
| 13. | La Vérité des choses                                                                     | Françoise Hardy            | Alain Lubrano                                | Alain Lubrano                 | 4:22  |

## Discographie liée à l’album
Abréviations désignant les différents types de supports d'enregistrements
LP (Long Playing) = Album sur disque 33 tours (vinyle)
CD (Compact Disc) = Album sur disque compact
K7 (Compact Cassette) = Album sur cassette
SP (Single Playing) = Disque 45 tours (vinyle), 2 titres
CDS (Compact Disc Single) = Disque compact, 1 à 6 titres

### Premières éditions françaises

#### Album sur disque 33 tours (vinyle) et cassette
- 15 mai 2000 : LP, Clair-obscur, Virgin France S.A. (7243 8 492031 9).
- 15 mai 2000 : K7, Clair-obscur, Virgin France S.A. (7243 8 492034 0).

#### Disques promotionnels
Destinés à la promotion de l’album, ces disques sont exclusivement distribués dans les médias (presses, radios, télévisions…), et portent la mention « Échantillon promotionnel. Interdit à la vente ».

#### Single
- Juin 2000 : CDS (digipack)[13], Hardy Dutronc • Puisque vous partez en voyage, Virgin (7243 8 967452 1).

1. Puisque vous partez en voyage (Jean Nohain / Mireille), duo avec Jacques Dutronc.
2. La Pleine lune (F. Hardy / Alain Lubrano).

- Juin 2000 : CDS (pochette cartonnée)[13], Hardy Dutronc • Puisque vous partez en voyage, Virgin (7243 8 967642 6).

1. Puisque vous partez en voyage (Jean Nohain / Mireille), duo avec Jacques Dutronc.
2. La Pleine lune (F. Hardy / Alain Lubrano).

### Rééditions françaises
- Novembre 2000 : Coffret, Clair-obscur, « + d’images » (7243 8 502652 2).
  - CD (jewel case), Clair-obscur + Virgin, (7243 8 492032 6).
  - CD-ROM (pochette cartonnée), (Visa 6177).

Trois vidéos de Françoise Hardy en studio :
Puisque vous partez en voyage avec Jacques Dutronc,
Tous mes souvenirs me tuent,
I'll Be Seeing You (en) avec Iggy Pop.
- 2015 : CD (jewel case), Clair-obscur, Parlophone/Warner (7243 8 492032 6).

### Premières éditions étrangères
- Belgique, 2000 : CD, Clair-obscur, Virgin/EMI (7243 8 492031 9).
- Corée du Sud, 2000 : CD, Clair-obscur, Virgin/DOREMI/EMI (8 809009 304568).
- États-Unis, 2000 : CD, Clair-obscur, Virgin/EMI (0724384920326).
- Québec, 2000 : CD, Clair-obscur, Virgin/EMI (7243 8 492032 6).
- Suisse, 2000 : CD, Clair-obscur, Virgin/EMI (7243 8 492031 9).

## Reprises de chansons
Clair-obscur, Duck’s Blues
- Espagne, mars 2008, Rubi (es) : CD (digipack), De la mano de Françoise Hardy, Factoría Autor (84213310145428).